# Serie A2 2001-2002 (calcio a 5)
Il campionato di Serie A2 2001-2002 è stato la 4ª edizione della categoria. La stagione regolare ha preso avvio il 6 ottobre 2001 e si è conclusa il 27 aprile 2002, prolungandosi fino all'8 giugno con la disputa delle partite di spareggio. Nella corrente edizione, a cui risultano iscritte tutte le società aventi diritto, si realizza l'ampliamento dell'organico dei gironi, passati da 12 a 14 unità. Confermato il numero delle promozioni e delle retrocessioni dirette, esclusivamente per questa edizione è stato modificato sia il meccanismo dei play-off sia quello dei play-out, assecondando la riduzione di due unità della massima serie. Come nell'edizione precedente, al termine della stagione regolare le società classificate tra il secondo e il quinto posto di ogni girone si sfideranno in un doppio scontro preliminare (2ª contro 5ª e 3ª contro 4ª); le quattro vincitrici saranno tuttavia abbinate per sorteggio alle società classificatesi dall'undicesimo al quattordicesimo posto di Serie A. Le quattro società che supereranno il turno si scontreranno in un'ulteriore fase a eliminazione diretta che assegnerà gli ultimi due posti nella massima categoria della prossima stagione. L'aumento di due unità nella categoria è stato evitato aggiustando la formula dei play-out che ora interessa tre società per girone nonché le società ammesse ai play-off di Serie B, che disputano un turno preliminare tra loro prima di accedere al tabellone principale. Le società classificate al dodicesimo posto dei due gironi di A2 entrano in gioco già dal primo turno dei play-out di Serie A2 / play-out di Serie B mentre quelle giunte decime e undicesime sono inserite nel turno successivo. Solo 2 delle 18 formazioni partecipanti acquisiranno il diritto di disputare il campionato di Serie A2 nella prossima stagione.

## Girone A

### Classifica
|                                           | Pos. | Squadra                | Pt | G  | V  | N  | P  | GF  | GS  | DR  |
| ----------------------------------------- | ---- | ---------------------- | -- | -- | -- | -- | -- | --- | --- | --- |
| Vincitrice della Coppa Italia di Serie A2 | 1.   | Perugia                | 59 | 26 | 19 | 2  | 5  | 154 | 100 | +54 |
|                                           | 2.   | Arzignano              | 57 | 26 | 18 | 3  | 5  | 139 | 100 | +39 |
|                                           | 3.   | San Paolo Pisa         | 48 | 26 | 15 | 3  | 8  | 137 | 105 | +32 |
|                                           | 4.   | Luparense              | 45 | 26 | 14 | 3  | 9  | 156 | 113 | +43 |
|                                           | 5.   | Jesina                 | 44 | 26 | 13 | 5  | 8  | 99  | 86  | +13 |
|                                           | 6.   | Polisportiva Giampaoli | 37 | 26 | 11 | 4  | 11 | 127 | 137 | -10 |
|                                           | 7.   | Aymavilles             | 34 | 26 | 10 | 4  | 12 | 107 | 110 | -3  |
|                                           | 8.   | VRF Verona             | 33 | 26 | 10 | 3  | 13 | 94  | 117 | -23 |
|                                           | 9.   | CLT Terni              | 33 | 26 | 10 | 3  | 13 | 93  | 115 | -22 |
|                                           | 10.  | Cesena                 | 32 | 26 | 9  | 5  | 12 | 105 | 120 | -15 |
|                                           | 11.  | Aosta                  | 28 | 26 | 9  | 1  | 16 | 84  | 110 | -26 |
|                                           | 12.  | Seregno                | 28 | 26 | 6  | 10 | 10 | 89  | 95  | -6  |
|                                           | 13.  | Toniolo Milano         | 21 | 26 | 6  | 3  | 17 | 116 | 170 | -54 |
|                                           | 14.  | Palmanova              | 21 | 26 | 6  | 3  | 17 | 102 | 124 | -22 |

### Verdetti[2]
- Perugia promosso in Serie A 2002-03 e qualificato al 1º turno dei play-off scudetto.
- Palmanova, Toniolo Milano e, dopo i play-out, Seregno retrocessi in Serie B 2002-03.
- Arzignano ripescato in Serie A, Aosta retrocesso dopo i play-out ma successivamente ripescato.

## Girone B

### Classifica
|  | Pos. | Squadra          | Pt | G | V | N | P | GF | GS | DR |
|  | ---- | ---------------- | -- | - | - | - | - | -- | -- | -- |
|  | 1.   | Lido di Roma     | 55 | 0 | 0 | 0 | 0 | 0  | 0  | 0  |
|  | 2.   | Brillante Roma   | 51 | 0 | 0 | 0 | 0 | 0  | 0  | 0  |
|  | 3.   | Ercole Caserta   | 50 | 0 | 0 | 0 | 0 | 0  | 0  | 0  |
|  | 4.   | Real Scafati     | 45 | 0 | 0 | 0 | 0 | 0  | 0  | 0  |
|  | 5.   | Delfino Cagliari | 44 | 0 | 0 | 0 | 0 | 0  | 0  | 0  |
|  | 6.   | Forst Palermo    | 43 | 0 | 0 | 0 | 0 | 0  | 0  | 0  |
|  | 7.   | Quartu 2000      | 40 | 0 | 0 | 0 | 0 | 0  | 0  | 0  |
|  | 8.   | Martina          | 40 | 0 | 0 | 0 | 0 | 0  | 0  | 0  |
|  | 9.   | Atletico Palermo | 36 | 0 | 0 | 0 | 0 | 0  | 0  | 0  |
|  | 10.  | Afragola         | 31 | 0 | 0 | 0 | 0 | 0  | 0  | 0  |
|  | 11.  | Pianeta Verde    | 31 | 0 | 0 | 0 | 0 | 0  | 0  | 0  |
|  | 12.  | Olimpia Ischia   | 28 | 0 | 0 | 0 | 0 | 0  | 0  | 0  |
|  | 13.  | Trinacria        | 13 | 0 | 0 | 0 | 0 | 0  | 0  | 0  |
|  | 14.  | Divino Amore     | 8  | 0 | 0 | 0 | 0 | 0  | 0  | 0  |

### Verdetti[2]
- Lido di Roma promosso in Serie A e qualificato al 1º turno dei play-off scudetto. Tuttavia, la società non si iscrive al campionato di Serie A 2002-03[4].
- Polisportiva Divino Amore, Trinacria T. Cuor Leone e, dopo i play-out, Olimpia e Pianeta Verde retrocesse in Serie B 2002-03.
- Afragola retrocesso dopo i play-out ma successivamente ripescato.

## Play-off
Si qualificano al turno successivo le squadre che, al termine delle due gare, avranno ottenuto il maggior punteggio o, a parità di punteggio, quelle che avranno realizzato il maggior numero di reti. In caso di ulteriore parità saranno disputati due tempi supplementari da 5’ ciascuno con la regola del golden gol. Qualora al termine dei supplementari perdurasse ancora la parità, sarà ritenuta vincente la squadra di categoria superiore oppure quella con la migliore posizione in classifica al termine della stagione regolare. Le società vincitrici delle due finali acquisiscono il diritto di disputare il campionato di Serie A 2002-03.

### 1º turno[5]

#### Andata
|                  | Risultati |                | Luogo e data                         |  |
| ---------------- | --------- | -------------- | ------------------------------------ |  |
| Jesina           | 4-5       | Arzignano      | Jesi, 4 maggio 2002                  |  |
| Luparense        | 9-4       | San Paolo Pisa | San Martino di Lupari, 4 maggio 2002 |  |
| Delfino Cagliari | 1-0       | Brillante Roma | Cagliari, 4 maggio 2002              |  |
| Real Scafati     | 7-5       | Ercole Caserta | Scafati, 4 maggio 2002               |  |

#### Ritorno
|                | Risultati |                  | Luogo e data              |  |
| -------------- | --------- | ---------------- | ------------------------- |  |
| Arzignano      | 8-5       | Jesina           | Arzignano, 11 maggio 2002 |  |
| San Paolo Pisa | 14-3      | Luparense        | Pisa, 11 maggio 2002      |  |
| Brillante Roma | 3-5 dts   | Delfino Cagliari | Roma, 11 maggio 2002      |  |
| Ercole Caserta | 5-2       | Real Scafati     | Caserta, 11 maggio 2002   |  |

### 2º turno[6]
Le quattro vincitrici del primo turno si scontreranno con le squadre di Serie A classificatesi tra l'undicesimo e quattordicesimo posto per disputarsi due posti nella massima categoria. Le modalità di passaggio del turno sono le medesime del turno precedente: perdurando la parità al termine dei tempi supplementari risulterà vincitrice la squadra di categoria superiore. Gli accoppiamenti delle squadre sono stati determinati tramite sorteggio.

#### Andata
|                  | Risultati |            | Luogo e data              |  |
| ---------------- | --------- | ---------- | ------------------------- |  |
| Arzignano        | 4-4       | Bellona    | Arzignano, 18 maggio 2002 |  |
| San Paolo Pisa   | 4-3       | Ciampino   | Pisa, 18 maggio 2002      |  |
| Delfino Cagliari | 3-1       | Pescara    | Cagliari, 18 maggio 2002  |  |
| Ercole Caserta   | 1-5       | CUS Chieti | Caserta, 18 maggio 2002   |  |

#### Ritorno
|            | Risultati |                  | Luogo e data              |  |
| ---------- | --------- | ---------------- | ------------------------- |  |
| Bellona    | 4-11      | Arzignano        | Sparanise, 25 maggio 2002 |  |
| Ciampino   | 4-1       | San Paolo Pisa   | Ciampino, 25 maggio 2002  |  |
| Pescara    | 10-4      | Delfino Cagliari | Pescara, 25 maggio 2002   |  |
| CUS Chieti | 5-6       | Ercole Caserta   | Chieti, 25 maggio 2002    |  |

### 3º turno[8]
Al termine di due incontri molto equilibrati IFC Ciampino ed Ecosaves Dayco Chieti ottengono la permanenza nella massima categoria. I laziali sono risultati vincitori, dopo i tempi supplementari, grazie al fatto di aver giocato quest'anno in serie A rispetto agli avversari provenienti dal torneo di A2 in quanto le due gare si sono concluse in perfetta parità di differenza reti. Risultato ribaltato, anche in questo caso solo al termine dei tempi supplementari, dai cussini impostisi con due gol di scarto nel derby contro il FAS Pescara, vittorioso di misura all'andata.

#### Andata
|           | Risultati |            | Luogo e data              |  |
| --------- | --------- | ---------- | ------------------------- |  |
| Arzignano | 7-6       | Ciampino   | Arzignano, 1º giugno 2002 |  |
| Pescara   | 3-2       | CUS Chieti | Pescara, 1º giugno 2002   |  |

#### Ritorno
|            | Risultati |           | Luogo e data            |  |
| ---------- | --------- | --------- | ----------------------- |  |
| Ciampino   | 5-4 dts   | Arzignano | Ciampino, 8 giugno 2002 |  |
| CUS Chieti | 5-3 dts   | Pescara   | Chieti, 8 giugno 2002   |  |

## Play-out
Si qualificano al turno successivo le squadre che, al termine delle due gare, avranno ottenuto il maggior punteggio o, a parità di punteggio, quelle che avranno realizzato il maggior numero di reti. In caso di ulteriore parità saranno disputati due tempi supplementari da 5' ciascuno con la regola del golden gol. Qualora al termine dei supplementari perdurasse ancora la parità, sarà ritenuta vincente la squadra di categoria superiore oppure quella con la migliore posizione in classifica al termine della stagione regolare. Le società vincitrici delle due finali acquisiscono il diritto di disputare il campionato di Serie A2 2002-03.

### 2º turno[5]
Le società classificatesi al dodicesimo posto dei due gironi (Seregno e Olimpia Calcio) sono state inserite nel secondo turno dei play-off di serie B. Gli accoppiamenti sono stati stabiliti tramite un sorteggio che definisce anche gli accoppiamenti dei turni successivi.

#### Andata
|             | Risultati |                 | Data e luogo                   |  |
| ----------- | --------- | --------------- | ------------------------------ |  |
| Cadoneghe   | 4-1       | Seregno         | Cadoneghe, 4 maggio 2002       |  |
| San Michele | 4-1       | Miracolo Piceno | Poggio a Caiano, 4 maggio 2002 |  |
| Avezzano    | 1-1       | Cerbara         | Avezzano, 4 maggio 2002        |  |
| Aversa      | 2-2       | Olimpia Ischia  | Aversa, 4 maggio 2002          |  |

#### Ritorno
|                 | Risultati |             | Data e luogo                  |  |
| --------------- | --------- | ----------- | ----------------------------- |  |
| Seregno         | 2-2       | Cadoneghe   | Seregno, 11 maggio 2002       |  |
| Miracolo Piceno | 1-1       | San Michele | Ascoli Piceno, 11 maggio 2002 |  |
| Cerbara         | 6-2       | Avezzano    | Ostia, 11 maggio 2002         |  |
| Olimpia Ischia  | 3-4       | Aversa      | Ischia, 11 maggio 2002        |  |

### 3º turno
Le società classificatesi al decimo e all'undicesimo posto (Afragola, Aosta, Cesena e Pianeta Verde) sono state inserite nel terzo turno dei play-off di Serie B.

#### Andata[9]
|             | Risultati |               | Data e luogo                    |  |
| ----------- | --------- | ------------- | ------------------------------- |  |
| Cadoneghe   | 2-1       | Aosta         | Cadoneghe, 18 maggio 2002       |  |
| San Michele | 1-4       | Cesena        | Poggio a Caiano, 18 maggio 2002 |  |
| Cerbara     | 2-1       | Afragola      | Ostia, 18 maggio 2002           |  |
| Aversa      | 5-1       | Pianeta Verde | Aversa, 18 maggio 2002          |  |

#### Ritorno
|               | Risultati |             | Data e luogo            |  |
| ------------- | --------- | ----------- | ----------------------- |  |
| Aosta         | 3-1 dts   | Cadoneghe   | Aosta, 25 maggio 2002   |  |
| Cesena        | 5-1       | San Michele | Cesena, 25 maggio 2002  |  |
| Afragola      | ?-?       | Cerbara     | Napoli, 25 maggio 2002  |  |
| Pianeta Verde | ?-?       | Aversa      | Palermo, 25 maggio 2002 |  |

### 4º turno[10]
|         | Risultati |        | Data e luogo          |  |
| ------- | --------- | ------ | --------------------- |  |
| Aosta   | 2-7       | Cesena | Aosta, 1º giugno 2002 |  |
| Cerbara | 1-1       | Aversa | Ostia, 1º giugno 2002 |  |

#### Ritorno
|        | Risultati |         | Data e luogo          |  |
| ------ | --------- | ------- | --------------------- |  |
| Cesena | 4-0       | Aosta   | Cesena, 8 giugno 2002 |  |
| Aversa | 4-2       | Cerbara | Aversa, 8 giugno 2002 |  |